# Тіогліколеве середовище
Тіогліколеве середовище - це середовище, яке використовують для контролю стерильності різних біоматеріалів, а також для культивування широкого кола аеробних, мікроаерофільних і анаеробних бактерій.

## Склад
Гідролізат казеїну -	15,00 грам/літр
Дріжджовий екстракт -	5,00 грам/літр
Глюкоза -	5,50 грам/літр
Натрію хлорид -	2,50 грам/літр
L-цистин -	0,50 грам/літр 
Натрію тіогліколят -	0,50 грам/літр 
Резазурін -	0,001 грам/літр
Агар-агар -	0,75 грам/літр 
Кінцеве значення рН (при 25°З)	7,1 ± 0,2

## Приготування
Розмішати 29,75 г порошку М009 або в 1000 мл дистильованої води. Прокип'ятити для повного розчинення частинок. Стерилізувати автоклавуванням при 1,1 атм (121°С) протягом 15 хв. Охолодити до 25°С і залишити для зберігання в темному прохолодному місці (при температурі нижче за 25°С).
Примітка : якщо більш, ніж третина середовища зверху стала рожевого кольору, її можна один раз відновити, прогрівши у киплячій водяній бані або струмені пари до зникнення рожевого забарвлення.

## Принцип і оцінка результату
Це середовище запропонував Бревер  для швидкого культивування аеробів, а також анаеробів (в зв'язку з додаванням редукуючої речовини і невеликої кількості агар-агару). Американські фахівці  рекомендували вказані середовища для тестів на стерильність антибіотиків, біоматеріалів, харчових продуктів, а також для визначення фенолового коефіцієнту і спороцидних властивостей дезінфектантів. Разом з тим, середовища призначені для дослідження прозорих рідин і водорозчинних матеріалів.
Глюкоза, гідролізат казеїну, дріжджовий екстракт, м'ясний екстракт і L-цистин дають поживні речовини для розмноження бактерій. Тіогліколят натрію знижує окислювально-відновлювальний потенціал, а також нейтралізує бактеріостатичний ефект з'єднань ртуті і інших важких металів, що знаходяться в досліджуваному матеріалі. Будь-яке підвищення концентрації кисню супроводиться зміною кольору спеціального індикатора редокс-потенціалу резазуріна на червоний . Низький редокс-потенціал допомагає підтримувати невелика кількість агару в середовищі.

## Контроль якості

### Зовнішній вигляд порошку
Гомогенний сипучий жовтий порошок.

### Колір і прозорість готового середовища
Готове середовище має світло-солом'яне забарвлення, прозоре або злегка опалесціює; не більше за 10% в його верхній частині може забарвлюватися в рожевий колір при зберіганні. 

## Кислотність середовища
При 25°С водний розчин М009 (2,97% вага/об‘єм) має рН 7,1 ± 0,2. 

## Культуральні властивості
Ростові характеристики референс-штамів через 48-72 год при 35°С.
Штам мікроорганізмів (АТСС)  	Ріст
- Bacillus subtilis (6633) -	Рясний

- Candida albicans (10231) -	Рясний

- Clostridium sporogenes (11437) -	Рясний

- Micrococcus luteus (9341) -	Рясний

Neisseria meningitidis (13090) -	Рясний
Streptococcus pyogenes (19615) -	Рясний
- Bacteroides vulgatus (8482) -	Середній або хороший

Примітка: * культуру можна інкубувати при 25-30°С протягом 2-7 днів.

## Умови і терміни зберігання
Порошок зберігати при температурі нижче за 25°С. Вжити до дати, вказаної на етикетці. Готове середовище зберігати при кімнатній  температурі в темряві. 